# قواعد صارمة

شعار إكستريم رولز.

قواعد صارمة (بالإنجليزيَّة: Extreme Rules، نقحرة: إكستريم رولز) هو أحد عروض المصارعة التي تقدمها مؤسسة المصارعة الحرة الترفيهية WWE. تم عرض أول حدث عام 2009 .

## مواعيد وأماكن
| الحدث               | التاريخ            | المدينة                          | المكان               | الحدث الرئيسي(الأحداث الرئيسية) |
| ------------------- | ------------------ | -------------------------------- | -------------------- | --- |
| إكستريم رولز (2009) | 7 يونيو 2009       | نيو أورلينز (لويزيانا)، لويزيانا | مركز سموثي كينج      | آدم كوبلاند (c) vs. جيف هاردي in a مباراة السلم for the بطولة العالم للوزن الثقيل                                                                                 |
| إكستريم رولز (2010) | 25 أبريل 2010      | بالتيمور، ماريلاند               | سي إف جي بنك أرينا   | جون سينا (c) vs. ديف باتيستا in a Last Man Standing match for the بطولة العالم للدبليو دبليو إي للوزن الثقيل                                                      |
| إكستريم رولز (2011) | 1 مايو 2011        | Tampa، فلوريدا                   | أمالي أرينا          | ذا ميز (c) vs. John Cena vs. جون موريسون in a Triple Threat Steel Cage match for the WWE Championship                                                             |
| إكستريم رولز (2012) | 29 أبريل 2012      | روسمونت، إلينوي                  | صالة أولستايت        | John Cena vs. بروك ليسنر in an Extreme Rules match |
| إكستريم رولز (2013) | 19 مايو 2013       | سانت لويس (ميزوري)، ميزوري       | إنتربرايس سنتر       | Brock Lesnar vs. Triple H in a Steel Cage match |
| إكستريم رولز (2014) | 4 مايو 2014        | شرق راذرفورد، نيوجيرسي           | ميدولاندز أرينا      | دانيال برايان (c) vs. كين in an Extreme Rules Match for the WWE World Heavyweight Championship                                                                    |
| إكستريم رولز (2015) | 26 أبريل 2015      | روسمونت (إلينوي)                 | Allstate Arena       | سيث رولينز (c) vs. راندي أورتن مبارة في قفص حديدي |
| إكستريم رولز (2016) | May 22, 2016       | نيواريك، نيوجيرسي                | مركز الحصافة         | رومان رينز (c) vs. إيه جيه ستايلز |
| إكستريم رولز (2017) | June 4, 2017       | بالتيمور                         | سي إف جي بنك أرينا   | Seth Rollins vs. ساموا جو vs. فين بالور vs. براي وايت vs. Roman Reigns in a أنواع مباريات المصارعة to determine the #1 contender for the دبليو دبليو إي يونيفرسال |
| إكستريم رولز (2018) | September 16, 2018 | سان أنطونيو (تكساس)              | سوف يتم الإعلان عنها | سوف يتم الإعلان عنها |